# František Faustin Procházka
František Faustin Procházka (13. ledna 1749, Nová Paka – 2. prosince 1809, Praha) byl český kněz a buditel, spisovatel, překladatel a správce Pražské univerzitní knihovny.

## Život

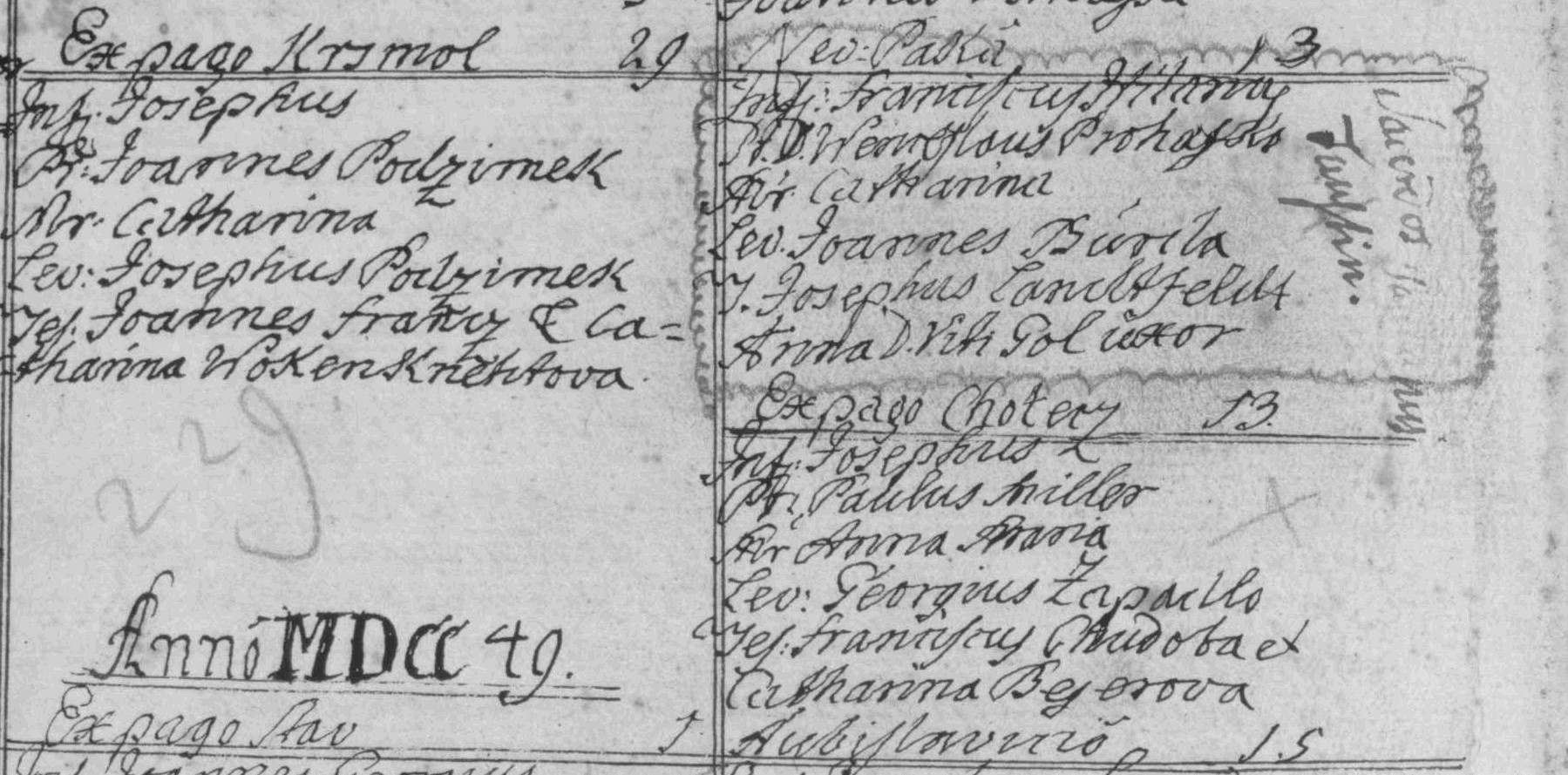
matriční zápis o narození a křtu Františka Faustina Procházky (matrika N 1720-1771 Nová Paka (SOA Zámrsk))

V Nové Pace vychodil obecnou školu a získal zde základy hudby a zpěvu. Poté studoval v cisterciáckém klášteře ve slezském Křešově (Grüssau, dnes část města Kamienna Góra) a na jezuitské koleji v Jičíně, nakonec filosofii v Praze.
Stejně jako Josef Dobrovský byl žákem a přítelem spisovatele V. F. Durycha. V roce 1767 vstoupil do kláštera paulánů ve Vranově na Moravě a jako V. F. Durych se stal členem paulánského řádu. V klášteře přijal řeholní jméno Faustin. Po zrušení kláštera byl později jmenován direktorem všech gymnasií v Čechách a správcem pražské Univerzitní knihovny.
Napsal dvě rozsáhlé práce o dějinách české a moravské literatury, spolu s Durychem přeložil a vydal tzv. Bibli Marie Terezie (1780), později vlastní opravený překlad Nového zákona a roku 1804 překlad celé Bible. Vydal Pulkavovu kroniku a Dalimilovu kroniku a psal literární kritiky. Pracoval na první české encyklopedii, kterou ale nedokončil. Raněn mrtvicí zemřel 2. prosince 1809.

## Literární dílo
Psal a vydával své práce v češtině, latině i němčině, v překladech prokazoval znalost řečtiny a hebrejštiny.

### Vlastní
- De saecularibus liberalium artium in Bohemia et Moravia fatis commentarius (1782), historická práce, česky Rozprava o osudech svobodných umění v Čechách a na Moravě.
- Miscellaneen der böhmischen und mährischen Literatur (1784–1785), 3 svazky historie, které zčásti rozpracovávají staré práce cenzurou dříve zakázané, česky "Rozličnosti z české a moravské literatury".

### Překlady
- Bible česká, tj. celé svaté písmo Starého i Nového zákona (1780), spolu s V. F. Durychem
  - opravené II. vydání (1804)[1]
- Písmo svaté Nového zákona (1786)
- Kronika česká od Přibíka Pulkavy, kriticky poupraveno (1786)
- Dalimilova kronika (1786), byl jejím druhým vydavatelem, přesto zpochybnil její autentičnost.